# Droga wojewódzka 945
Die Droga wojewódzka 945 (DW 945) ist eine sieben Kilometer lange Droga wojewódzka (Woiwodschaftsstraße) in der polnischen Woiwodschaft Schlesien, die Żywiec mit Korbielów und dem darauffolgenden Grenzübergang zur Slowakei verbindet. Die Strecke liegt im Powiat Żywiecki.

## Streckenverlauf
Woiwodschaft Schlesien, Powiat Żywiecki
-  Żywiec (Saybusch/Seipusch) (S 1, DW 946, DW 948)
- Świnna
- Pewel Mała
- Jeleśnia
- Krzyżowa
- Korbielów
-  Grenzübergang zur  Slowakei